# Salvia aethiopis
Salvia aethiopis, comummente conhecida como erva-africana, é uma espécie de planta com flor pertencente à família das Labiadas e ao tipo fisionómico dos hemicriptófitos. 
A autoridade científica da espécie é L., tendo sido publicada em Species Plantarum 1: 27. 1753.

## Nomes comuns
Dá ainda pelos seguintes nomes comuns:  erva-mágica, ouropeso-bastardo, salva-da-etiópia

## Descrição
Trata-se de uma espécie ruderal, que se distingue pelos caules verticais, grossos, ramificados e cotanilhosos junto à basal. No que respeita às folhas, são de formato simples, hirsutas e de margens crenadas e situam-se mormente junto à basais.
Quanto à inflorescência, esta destaca-se por ser particularmente ramificada e por se formar a partir de verticilastros, onde despontam flores alvacentas, amiúde pontilhadas com manchas arroxeadas, entre Maio e Agosto.

## Portugal
Trata-se de uma espécie presente no território português, nomeadamente em Portugal Continental.
Em termos de naturalidade é nativa da região atrás indicada.

## Protecção
Não se encontra protegida por legislação portuguesa ou da Comunidade Europeia.